# Úrsula Pruneda
Úrsula Pruneda Blum (Ciutat de Mèxic, 1971) és una actriu i directora de repartiment mexicana.

## Carrera
Va cursar la carrera d'actuació en el Nucli d'Estudis Teatrals i en el Centre Universitari de Teatre de la Universitat Nacional Autònoma de Mèxic. La seva educació en el terreny del teatre i l'actuació ha estat a càrrec de mestres com Luis de Tavira, Raúl Quintanilla, José Caballero, Esther Seligson, Sandra Félix, Héctor Mendoza, Antonio Peñúñuri, entre d'altres.
Ha participat en diversos projectes de videoart amb Alejandro Valle, Ximena Cuevas i Paulina de Paso.
Fou becària executant del Fondo Nacional para la Cultura y las Artes 2001-2002. Va ser membre de la Comisión de Selección para la Tercera Convocatoria 2010 de la Compañía Nacional de Teatro, programa bipartit entre l’Instituto Nacional de Bellas Artes i el Fondo Nacional para la Cultura y las Artes.
Ha participat com a jurat en diferents festivals internacionals i nacionals de cinema com el Festival Iberoamericà de Cinema de Huelva 2010 i El festival Internacional del Nou Cinema Mexicà a l'Havana, Cuba en la seva emissió 2012 i el Festival Internacional de Cinema a Guadalajara, Mèxic 2013 / Talent Campus.
És directora de repartiment en cinema i televisió, col·laborant en pel·lícules com La vida precoz y breve de Sabina Rivas de Luis Mandoki, El sueño de Lú de Hari Sama, Despertar el polvo de Hari Sama, entre altres pel·lícules així com diferents comercials.
És cofundadora, directora i programadora de Foro El Bicho, un espai dedicat a difondre l'escena del teatre i cinema mexicà.
Des de 2009 a la data és docent al Centro Universitario de Teatro on imparteix el seminari "Teatro y Mito". També imparteix tallers i laboratoris d'actuació, càsting i actuació enfront de la cambra en la Universitat Autònoma de la Ciutat de Mèxic i a l'Escola Internacional de Cinema i Televisió de San Antonio de los Baños a Cuba, Cinefilias i Foro El Bicho.
Úrsula ha participat en pel·lícules, curtmetratges, obres de teatre, sèries de televisió, peces de videoart i telenovel·les.

## Filmografia

### Llargmetratges
- Ámbar (1994)
- Cuerpos de papel (1994 / 1997)
- Table Dance (1997)
- Fragmentos (2003)
- Sin ton ni Sonia (2003)
- Quemar las naves (2007)
- Abel (2010)
- Las buenas hierbas (2010)
- El sueño de Lú (2012)
- Viento aparte (2014)
- Un monstruo de mil cabezas (2015)
- Alex Winter (2017)
- Trigal (2022)

### Curtmetratges
- Cantante calva (1991)
- Sonríe (1997)
- Santa (1997)
- Perro Negro (2001)

### Sèries de televisió
- Háblame de amor (1999)
- Cuentos para solitarios (1999)
- Campeones de la vida (2006)
- Soy tu fan (2010)
- El encanto del águila (2011)
- Estado de gracia (2012)
- Todo va a estar bien (2021)
- Máscara contra caballero (2023)[3]
- Esta historia me suena (2023)[4]

### Obres de teatre
- Safari en Tepito, de Daniel Giménez Cacho.
- La velocidad del Zoom del Horizonte, dirigida per Martín Acosta.
- Un Charco Inútil, dirigida per Carlos Corona.
- Bosques de Wajdi Mouawad, dirigida per Hugo Arrevillaga Serrano.
- Casi un Pueblo, dirigida per José López Velarde.
- Encuentro de claridades, dirigida per Sandra Félix.
- La duda, de John Patrick Shanley.
- Polvo de mariposas, dirigida per Sandra Félix.
- La tempestad, dirigida per Antonio Castro.
- Música, dirigida per Raúl Quintanilla.
- La piel del cielo, dirigida per Alejandra Trigueros.
- Camille, dirigida per Antonio Castro.

## Premis
En 2010 va obtenir el Mayahuel com a Millor Actriu de Llargmetratge Mexicà al Festival Internacional de Cinema de Guadalajara
En la LV edició dels Premis Ariel de 2013 va rebre el Premi Ariel a la millor actriu pel seu paper a El sueño de Lú. Pel mateix paper va rebre la Bisnaga de Plata a la millor actriu del Festival de Màlaga de 2013 i el Jin Jue a la millor actriu en la XV edició del Festival Internacional de Cinema de Xangai.
En la LXV edició dels Premis Ariel de 2023 va rebre el Premi Ariel a la millor actriu pel seu paper a Trigal.